# 現金
現金，在经济学范畴指实体纸币和硬币。在金融学范畴指可流动形式的貨幣，也包括紙幣和硬幣。相較其他形式的有價物品如貴金屬、票據、債券等，于借贷相区别。現金是較直接方便流通的物品，但也具有會隨著物價波動而增減值的可能。

## 歷史

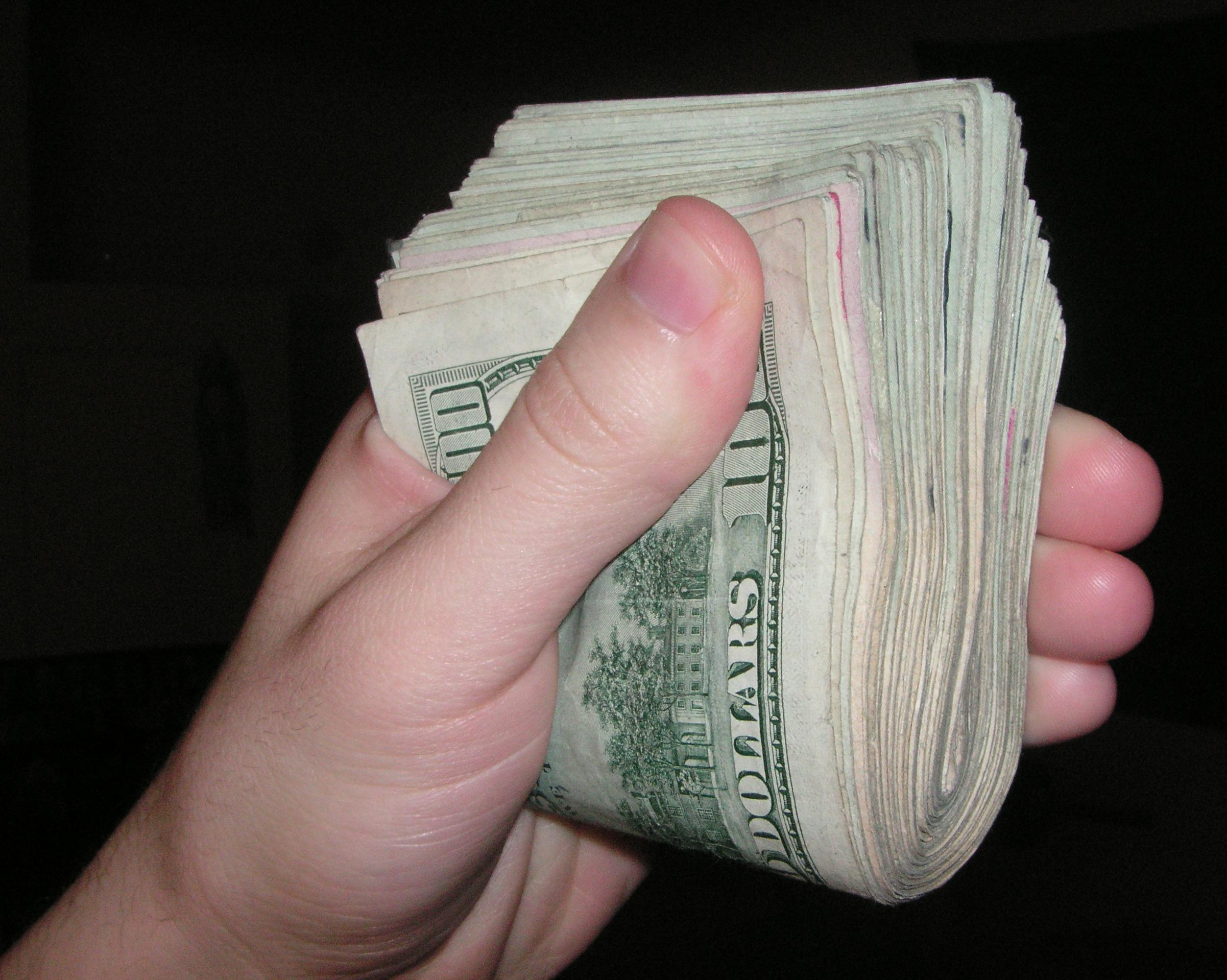
一些美元现金

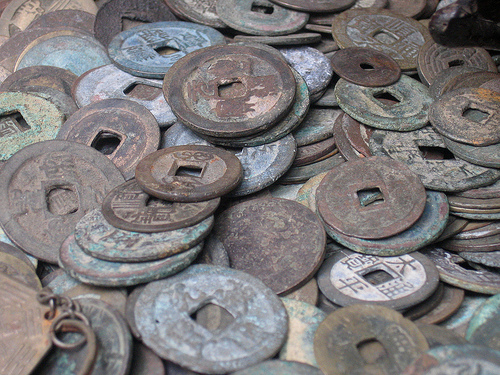
傳統有孔的中國錢幣，也稱為方孔钱

歐洲自從罗马帝国衰落之後，硬幣、銀製首飾或銀塊（將銀分成小塊）是僅用的幾種貨幣形式，後來威尼斯共和国商人才在中世纪前期開始使用銀條做大宗的交易。威尼斯商人也開始使用紙幣，讓其銀行進行付款。在威尼斯商人設立代表處的地方，也用類似有標記的銀條來進行交易。拜占庭帝國、巴尔干半岛的國家以及基辅罗斯也使用有標記的銀條進行大宗交易。當世界的經濟開始發展，銀的供給也開始增加（尤其是在殖民南美之後），硬幣越來越大，15世紀時開始發展國際交易用的標準硬幣：西班牙以及其殖民地使用的比索，在威尼斯則有金製的达克特。
硬幣的形式也會有市場的競爭。在征服外國之後，硬幣的發行者可以因為铸币税（硬幣面值和硬幣材料價值之間的差距）而有額外的獲利。某一種硬幣盛行之後，就會有人想用較便宜的方式來製作相同的硬幣，以賺取铸币税，後者的重量可能會比較輕，在市場混淆之後也降低原有硬幣受歡迎的程度。隨著封建國家漸漸整合形成王國，銀製硬幣的模仿也漸漸減少了。當時交易主要是用金幣，特別是金达克特或是金弗罗林。當時的硬幣沒有一定的面額，是按重量計量。殖民勢力還設法要發行和西班牙銀圓同面額的貿易用硬幣，想要爭奪市場，不過沒有成功。
在十七世紀初期，不列颠东印度公司在英國鑄造硬幣，船運到東方。东印度公司的硬幣上面有乌尔都文和英文的文字，以便利貿易上的使用。1671年時，東印度公司的經理下令在孟买鑄造硬幣。1677年獲得皇室的批准，鑄造銀盧比，上面印著由查理二世授權的文字The rupee of Bombaim（邦拜姆的盧比）。
紙幣最早是在中國的唐朝使用，五百年後才引進歐洲。馬可波羅在13世紀到中國旅行時，驚訝的發現到人不是用銀幣或是金幣來交易，而是用紙幣進行交易。他記錄了許多大卡恩使用桑樹的一部份來製作紙幣的過程，也提到用印章在紙上加印以證實其真實性的作法。馬可波羅也提到偽造紙幣的可能性，並且提到若抓到偽造紙幣的，要予以處死。十七世紀的歐洲因為貴重金屬短缺，開始使用紙幣，因此硬幣生產減少，流通在市面上的硬幣也就變少了。紙幣最早在歐洲的殖民地都很流行。18世紀時，已在殖民地發行貨幣，例如斯里蘭卡，以及艾瑟奎波、德梅拉拉和柏比斯等殖民地。約翰·羅在紙幣上有發創性的貢獻。當時還不太清楚貨幣供應量和通貨膨脹之間的關係，銀行過量的發行紙幣，使得紙幣價值變低。後來英格兰银行記取了之前所學到的教訓，在和法國之間的韋爾斯利半岛战争時的銀行金融運作上，扮演了重要角色。
國家可以發行紙幣，也就表示需要透過控制貨幣供應量來管理通货膨胀，也讓硬幣金額直接對應其材料成本的關係變的多餘。1816年起，硬幣開始變成符号货币，不過大面額的銀幣或金幣仍然是標準的硬币，一直到1927年為止。第一次世界大战時標準硬币大量的減少。戰後，標準金幣，主要是英國的索维林，仍用在殖民地或是一些較未開發的經濟體，而瑪麗亞·特蕾莎·泰勒銀幣則用在東亞的貿易用貨幣，一直到1946年為止。
在現在的貨幣供應中，現金只佔了很小的一部份。現金仍然可以用來支付，不過多半是在人們不希望用現金以外的方式進行支付的情形下，現金也讓小額的付款比較方便而及時，不過付款的即時性已越來越多被電子支付系統所取代。研究也指出，隨著簽帳卡的使用增加，現金的需求也開始減少，因為商家也比較不需要為了客人的付款而找零。
在市面上流通的現金日漸的增加。在市面上流通的美元價值從2007年至2012年增加了42%。在市面上流通的英镑價值從2008年至2013年增加了29%。在市面上流通的欧元價值從2008年8月至2013年8月增加了34%（其中有2%的增加是因為斯洛伐克2009年加入歐元區，以及爱沙尼亚2011年加入歐元區）。

## 可能取代現金的工具
以使用者的觀點，有人提出在現金和非現金之間不該有任何的競爭，也不該有非此即彼的觀點。在所有情形下都要可以進行支付，而支付可以用現金或是非現金的方式進行——World Cash Report 2018:21

### 無現金支付
無現金社會（Cashless society）可以定義為所有的金融交易都用「數位化」的型式（例如簽帳卡或是信用卡）來代替實體的現金。自從人類出現以來，原來就是以無現金的方式進行交易，在現金發明之前，可能是用以物易物的方式或是用其他方式來進行交易。
自從1980年代起，紙幣的使用就以被信用卡、簽帳卡、電子匯款及行動支付所取代，不過取代的速度比想像的要慢很多。對於無現金社會的預期，出現已超過40年之久，但在全世界，現金仍然是最廣為使用的支付方式:14。2018年有一個相關的研究，針對全世界24個國家研究，其中的17個國家，現金支付占付款方式的50%以上，其中奧地利是85%，德國是80%，法國是68%，英國是42%，澳洲是37%，美國是32%，瑞典是20%，南韓只有14%:27。
在2010年代開始，現金已不是美國最常使用的付款方式。2016年的美國用戶消費者調查研究指出，約有四分之三的人會選擇用信用卡或簽帳卡代替現金進行消費。有些國家會限制哪些交易可以用現金交易，並且限制單一交易可以使用的現金上限。
對於沒有銀行帳戶的低收入人士，現金仍然是他們的主要支付方式（以及保值方式），而且可以避免因為無節制的支出所造成的負債。現金在使用時是匿名的，因此用現金交易可以躲避因為政治或是經濟因素的追蹤。若有自然灾害，或是科技基礎設備失效（例如大規模的停電，或是通訊系統失效）時，現金是唯一可以在应急计划中使用，用來緩解風險的交易工具。因此，各國的中央銀行和政府都會保有足夠的現金，美國的联邦储备系统也有針對現金支付服務的連續性提出指南，瑞典政府擔心停用現金所引發的後果，正考慮要求所有的銀行仍需保留現金相關業務。
在中国大陆，自2010年代中期開始，隨著以微信支付和支付寶为主的移动支付的普及，紙幣在中國大陸也變得不再流行。在这一背景下，某些商户以“未设立现金通道”、“商业模式创新”、“不接受拆分支付”、“无法找零”等理由拒收现金，违反人民币管理条例的规定，同时为老年人、少年儿童、外籍人士等无法使用移动支付的群体在支付时带来不便。中国人民银行自2023年10月起开展整治拒收现金的工作，并对拒收现金的行为予以曝光，相关举措被媒体解读为中国官方将放缓向无现金社会的过渡。2024年3月1日，中国人民银行副行长张青松表示，要求各大商业银行提供“零钱包”兑换服务，方便重点人群使用现金支付及小微商户找零。4月18日，中國人民銀行、中华人民共和国商務部、國家外匯管理局联合印發《關於進一步優化商業領域支付服務 提升支付便利性的通知》，要求在重点商业场所配备现金。

### 數位貨幣和虛擬貨幣
數位貨幣是許多支援公眾安全交易技術，或是用分散式賬本（例如区块链）做為去中心化資產管理技術的通稱。虚拟货币是指不是由中央銀行或是公共監管單位發行的數位貨幣，例如比特币。Facebook計劃提出的Libra數位貨幣，背後是有許多國家貨幣的金融資產做為支持。
加拿大銀行於2012年考慮要導入數位貨幣，不過加拿大銀行也認為是否導入數位貨幣是相當複雜的決策，需要分析優點和缺點，並且要確認在什麼條件下適合發行數位貨幣。中央銀行發行數位貨幣會增加銀行系統運行的風險。
瑞典中央銀行也在2012年時也要分析用電子貨幣及數位貨幣支付方式來代替現金的相關科技優勢。2019年時，瑞典中央銀行在評估是否要將瑞典克朗以電子貨幣方式（所謂的e-krona）發行．若發行了，對瑞典的法律以及中央銀行會有何影響。瑞典中央銀行也開始尋找可以開發和測試未來e-krona方案的技術供應商。目前還沒有決定是否要發行e-krona.。